# Ruisseau du Haumont
Pour les articles homonymes, voir Haumont.
Le ruisseau du Haumont est une rivière du sud de la France, dans le département de la Haute-Garonne et un sous-affluent de la Garonne par l'Ariège.

## Géographie
De 11,5 km de longueur, le ruisseau du Haumont prend sa source sur la commune de Eaunes dans la Haute-Garonne et se jette dans l'Ariège en rive gauche sur la commune de Pins-Justaret

## Départements et communes traversés
- Haute-Garonne : Pins-Justaret - Villate - Muret - Eaunes

## Principaux affluents
- Ruisseau du Prat : 1,8 km
- Ruisseau de la Hière : 8,9 km